# Bruce Musakanya
Bruce Musakanya Bwalya (Lusaka, 23 febbraio 1994) è un calciatore zambiano, centrocampista del Red Arrows e della Nazionale zambiana.

## Carriera

### Nazionale
Ha esordito in Nazionale nel 2011.